# Wounded Knee (Dakota Południowa)
Wounded Knee – miejscowość spisowa położona w hrabstwie Shannon, w Dakocie Południowej (Stany Zjednoczone) w pobliżu potoku Wounded Knee, od którego wzięła swą nazwę. Według spisu powszechnego z 2000 roku zamieszkiwało ją 328 mieszkańców. 
Wounded Knee znajduje się na terenie indiańskiego rezerwatu Pine Ridge. W 1890 nad potokiem Wounded Knee, w miejscu dzisiejszej osady, doszło do masakry Siuksów dokonanej przez wojska amerykańskie. Dziś znajduje się tam cmentarz i pomnik ofiar masakry.
W 1973 przez 71 dni miejscowość była okupowana przez kilkuset działaczy Ruchu Indian Amerykańskich i część tradycjonalistów z plemienia Lakotów, protestujących przeciwko korupcji w Radzie Plemiennej Pine Ridge, prześladowaniom tradycyjnie żyjących Indian i łamaniu indiańskich praw traktatowych przez władze federalne. Liderami okupacji byli Russell Means i Dennis Banks (obaj uniewinnieni w 1974).